# Ministero delle finanze (Taiwan)
Il Ministero delle finanze della Repubblica di Cina è il ministero della Repubblica di Cina (Taiwan) responsabile delle entrate governative, delle imposte, della tesoreria, delle proprietà dei terreni governativi, delle dogane a Taiwan. Il Ministro attuale è Sheu Yu-jer.
Il Ministero delle Finanze gestisce anche l'amministrazione dei terreni governativi, il tabacco e l'alcool, le assicurazioni sui depositi per clienti bancari e i servizi bancari export-import.

## Struttura

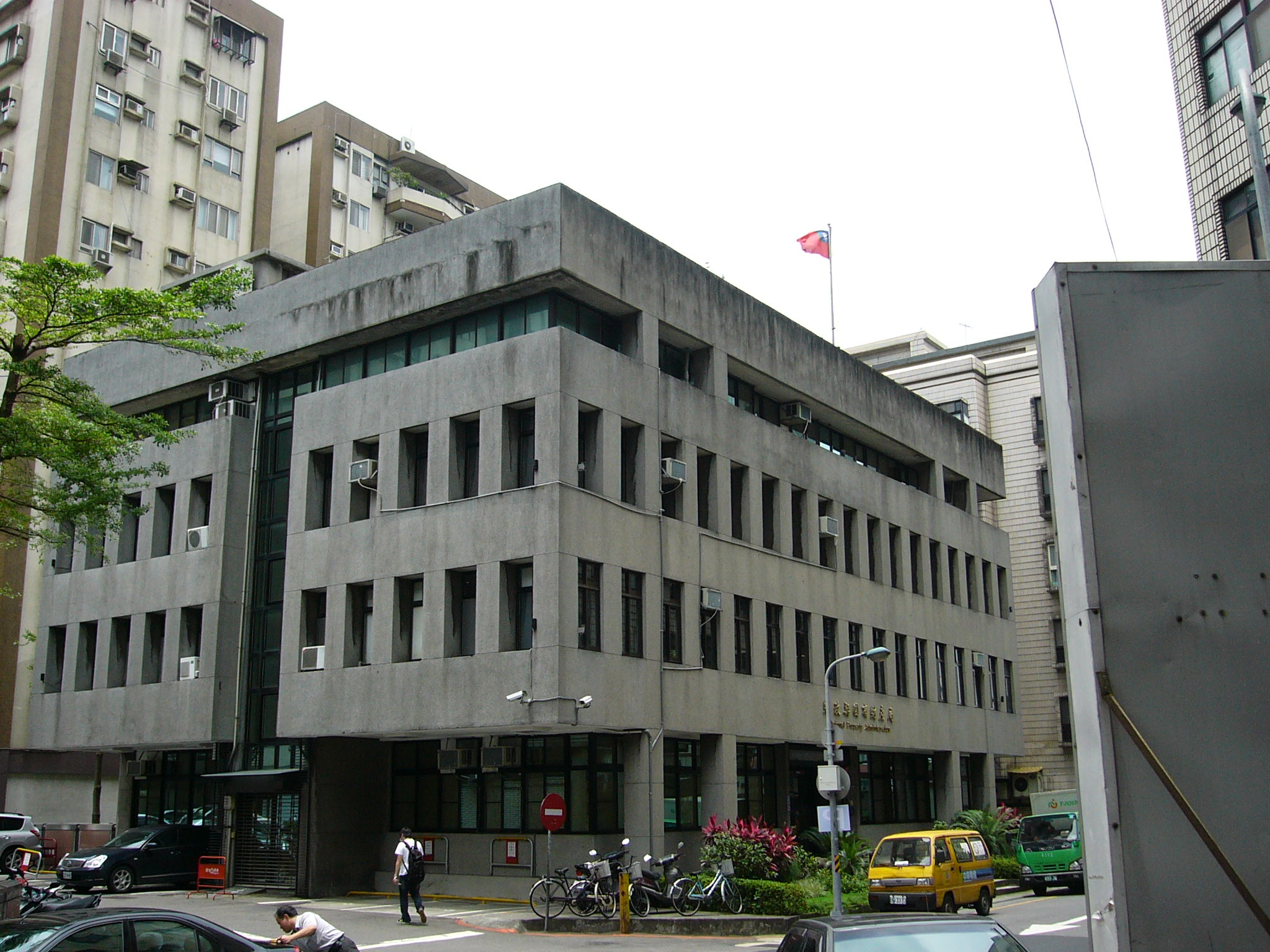
Amministrazione Nazionale della Proprietà.

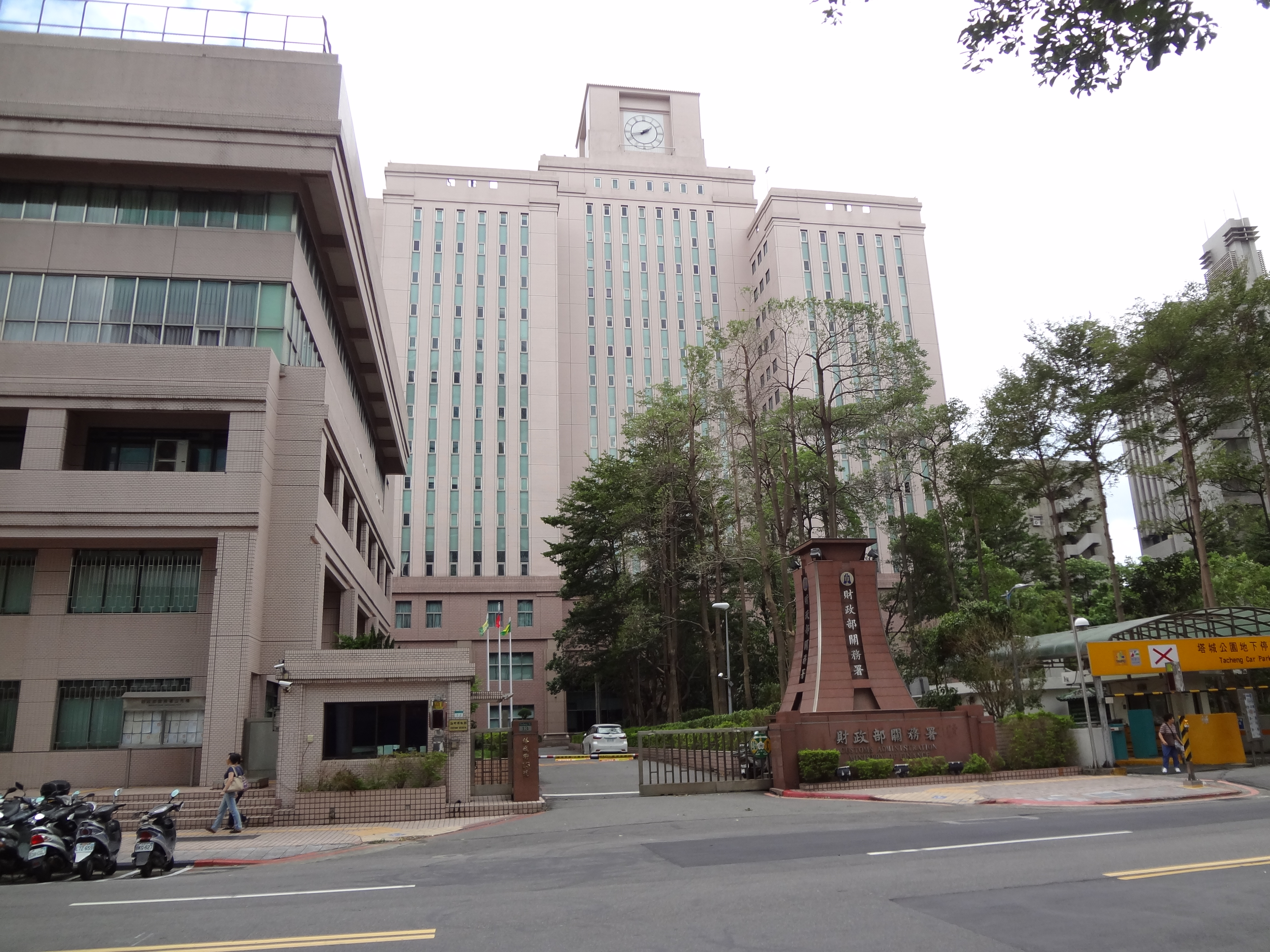
Amministrazione delle dogane.

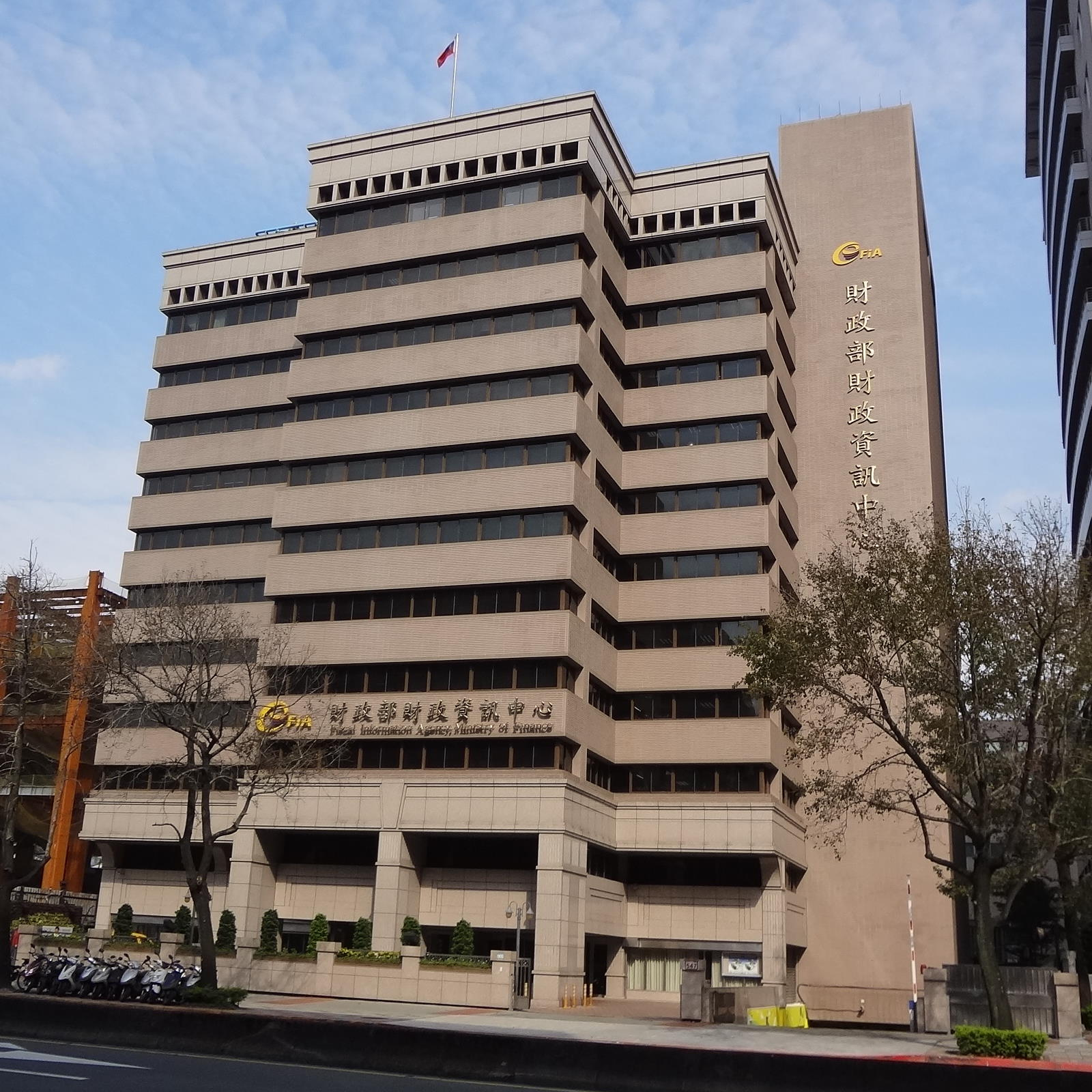
Agenzia di informazione fiscale.

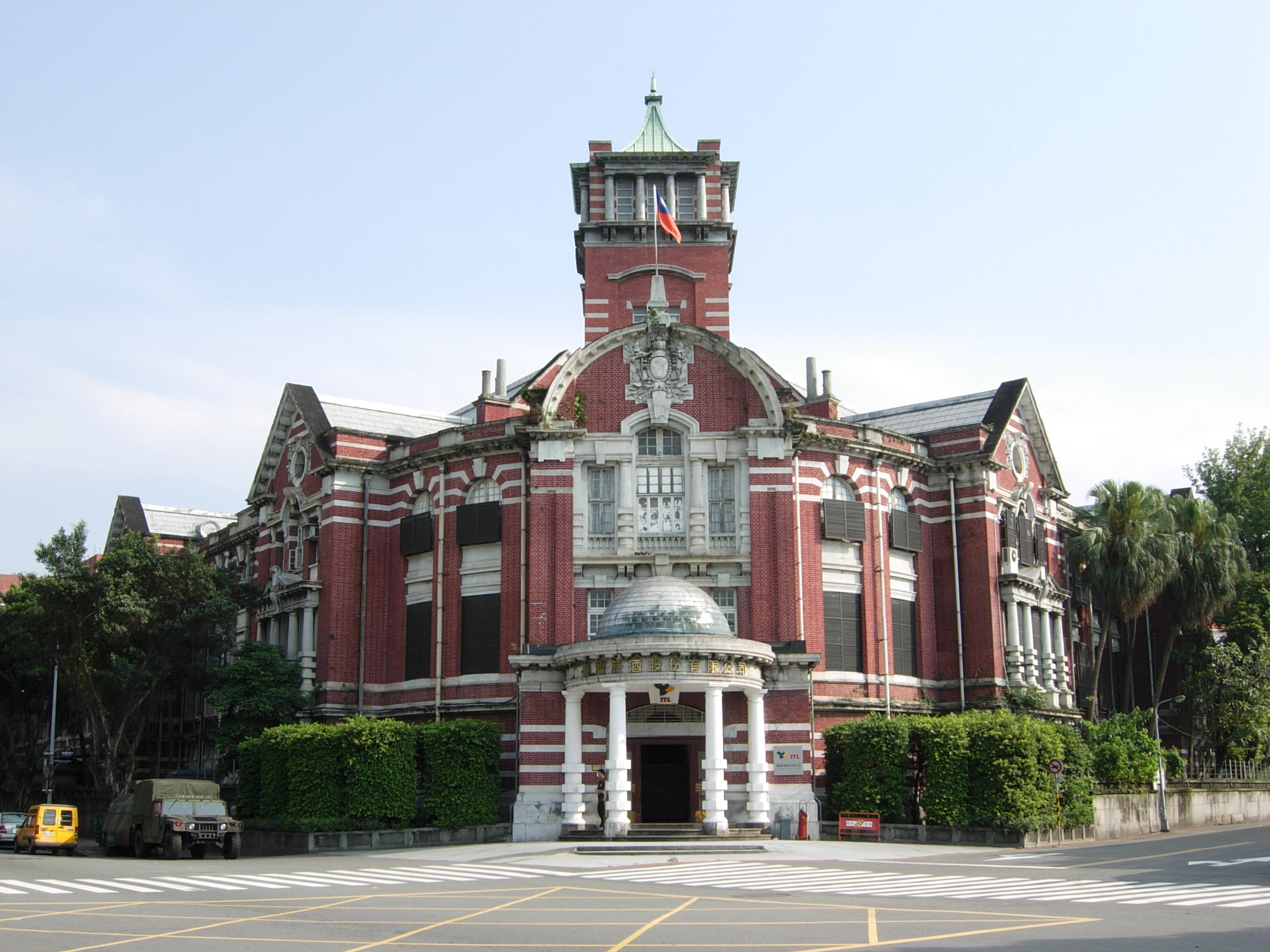
Agenzia Tabacco e Liquori di Taiwan.

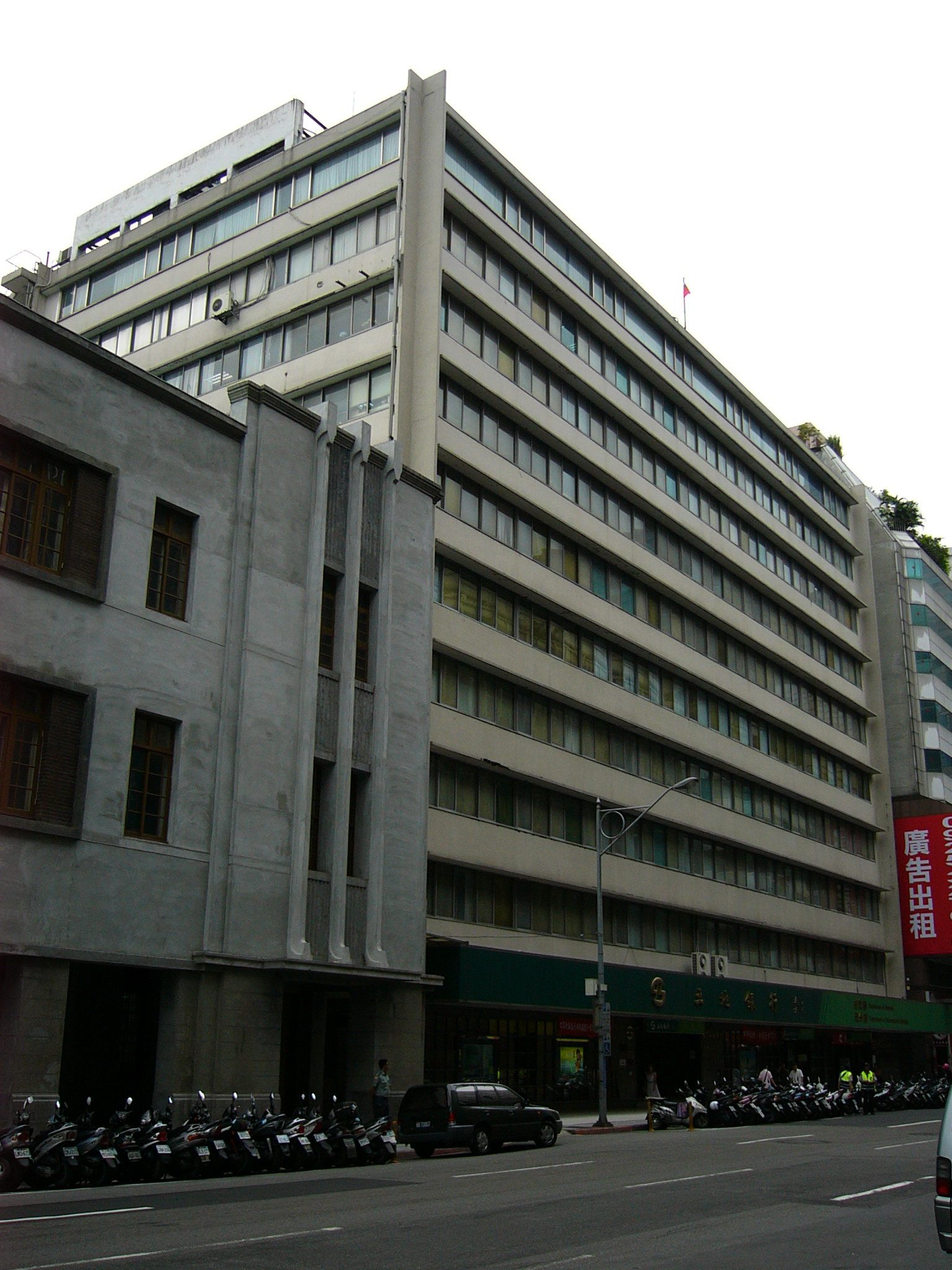
Land Bank di Taiwan.

### Struttura interna
La struttura interna del Ministero è costituita da:
- Segreteria
- Consiglieri
- Sovrintendente
- Dipartimento di Amministrazione Doganale
- Dipartimento per gli Affari Generali
- Dipartimento di Personale
- Dipartimento di Contabilità
- Dipartimento di Statistica
- Dipartimento di Servizio Civile Etica
- Commissione Giuridica
- Comitato per le petizioni e gli appelli

### Agenzie amministrative
Il Ministero delle finanze conta un certo numero di agenzie subordinate. Esse sono:
- Amministrazione Nazionale della Tesoreria
- Amministrazione Fiscale
- Amministrazione Nazionale della Proprietà
- Amministrazione Doganale
- Ufficio Nazionale per la Tassazione di Taipei
- Ufficio Nazionale per la Tassazione di Kaohsiung
- Ufficio Nazionale per la Tassazione dell'Area del Nord
- Ufficio Nazionale per la Tassazione dell'Area Centrale
- Ufficio Nazionale per la Tassazione dell'Area Sud
- Agenzia di Informazione Fiscale
- Istituto di Allenamento

### Agenzie locali sotto la supervisione
Le seguenti agenzie riferiscono al Ministero delle Finanze del governo centrale sono
- Ufficio di Finanza, Governo Municipale di Taipei
- Ufficio di Finanza, Governo Municipale di Kaohsiung

### Agenzie subordinate
Queste agenzie subordinate riferiscono al Ministero delle Finanze:
- Agenzia Tabacco e Liquori di Taiwan
- Banca di Taiwan
- Land Bank di Taiwan
- Export-Import della Banca della Repubblica di Cina

## Lista dei ministri delle finanze

### Governo nazionalista dal 1928 al 1947
- T. V. Soong (1928–1933)
- H. H. Kung (1933–1944)

### Dal 1948 a oggi

#### 1948-1978
Nominati da Chiang Kai-shek:
- Wang Yunwu (nominato il 31 maggio 1948)
- Hsu Kan (nominato l'11 novembre 1948)
- Liu Kung-yun (nominato il 21 marzo 1949)
- Hsu Kan (nominato il 12 giugno 1949)
- Kuan Chi-yu (nominato il 3 ottobre 1949)
- Yen Chia-kan (nominato il 12 marzo 1950)
- P. Y. Shu (nominato il 27 maggio 1954)
- Yen Chia-kan (nominato il 19 marzo 1958)
- Chen Ching-yu (nominato il 14 dicembre 1963)
- Yu Kuo-hwa (nominato il 29 novembre 1967)
- Kwoh-Ting Li (nominato il 25 giugno 1969)

Nominato da Yen Chia-kan:
- Fei Hwa (nominato il 9 giugno 1976)

#### 1978-1988
Nominati da Chiang Ching-kuo:
- Chang Chi-cheng (nominato il 29 maggio 1978)
- Hsu Li-teh (nominato il 25 novembre 1981)
- Lu Reng-kong (nominato il 28 maggio 1984)

Robert Chien (nominato il 21 agosto 1985)

#### 1988-2000
Nominati da Lee Teng-hui:
- Shirley Kuo (nominato il 22 luglio 1988)
- Wang Chien-shien (nominato il 1º giugno 1990)
- Bai Pei-ying (nominato il 23 ottobre 1992)
- Lin Chen-kuo (nominato il 27 febbraio 1993)
- Paul Chiu (nominato il 10 giugno 1996)

#### 2000-2008
Nominati da Chen Shui-bian:
- Shea Jia-dong nominato il 20 maggio 2000
- Yen Ching-chang nominato il 6 ottobre 2000
- Lee Yung-san nominato il 1º febbraio 2002
- Lin Chuan nominato il 2 dicembre 2002
- Joseph Lyu nominato il 25 gennaio 2006
- Ho Chih-chin nominato il 4 luglio 2006

#### 2008-2016
Nominati da Ma Ying-jeou:
- Lee Sush-der nominato il 20 maggio 2008
- Christina Liu nominato il 6 febbraio 2012
- Chang Sheng-ford nominato il 1º giugno 2012

#### 2016-oggi
Nominati da Lin Chuan:
- Sheu Yu-jer nominato il 20 maggio 2012

## Accesso
L'edificio MOF è raggiungibile a piedi, situato a est di Xiaonanmen Station della metropolitana di Taipei sulla linea verde.